# Gynandrobrotica bifasciata
Gynandrobrotica bifasciata is een keversoort uit de familie bladkevers (Chrysomelidae). De wetenschappelijke naam van de soort werd in 1887 gepubliceerd door Martin Jacoby.